# 陳子貞
陳子貞（1547年—1611年），字以成，一字成之，號懷雲，江西南昌府南昌縣人，明朝政治人物。

## 生平
萬曆四年（1576年）丙子科江西鄉試第六十七名。萬曆八年（1580年）登庚辰科会试第九十一名，三甲第二百十名進士。刑部觀政，萬曆九年（1581年）授溧水縣知縣。十五年行取，十六年选授湖广道御史，巡茶陕西，十七年丁继母傅氏憂归乡。二十年补福建道御史，巡按福建，二十二年九月任南京提学御史，二十九年二月升太仆寺少卿，三十一年三月升右通政，三十三年十一月升左通政，三十六年累官右佥都御史、福建巡撫。萬曆三十九年卒于官，享年六十五，四十一年赠右副都御史。

## 家族
曾祖陳大芳；祖父陳邦用；父雲溪公陳滾，母江氏、繼母傅氏。
一女嫁南京刑部尚書魏時亮第二子魏士清，一女嫁南京吏部郎中饒伸冢子饒秉愚。